# Salviac
Salviac är en kommun i departementet Lot i regionen Occitanien i södra Frankrike. Kommunen ligger i kantonen Salviac som tillhör arrondissementet Gourdon. År 2022 hade Salviac 1 218 invånare.

## Befolkningsutveckling
Antalet invånare i kommunen Salviac
| Referens: INSEE |